# Aegilops ventricosa
Aegilops ventricosa là một loài thực vật có hoa trong họ Hòa thảo. Loài này được Tausch mô tả khoa học đầu tiên năm 1837.

## Hình ảnh

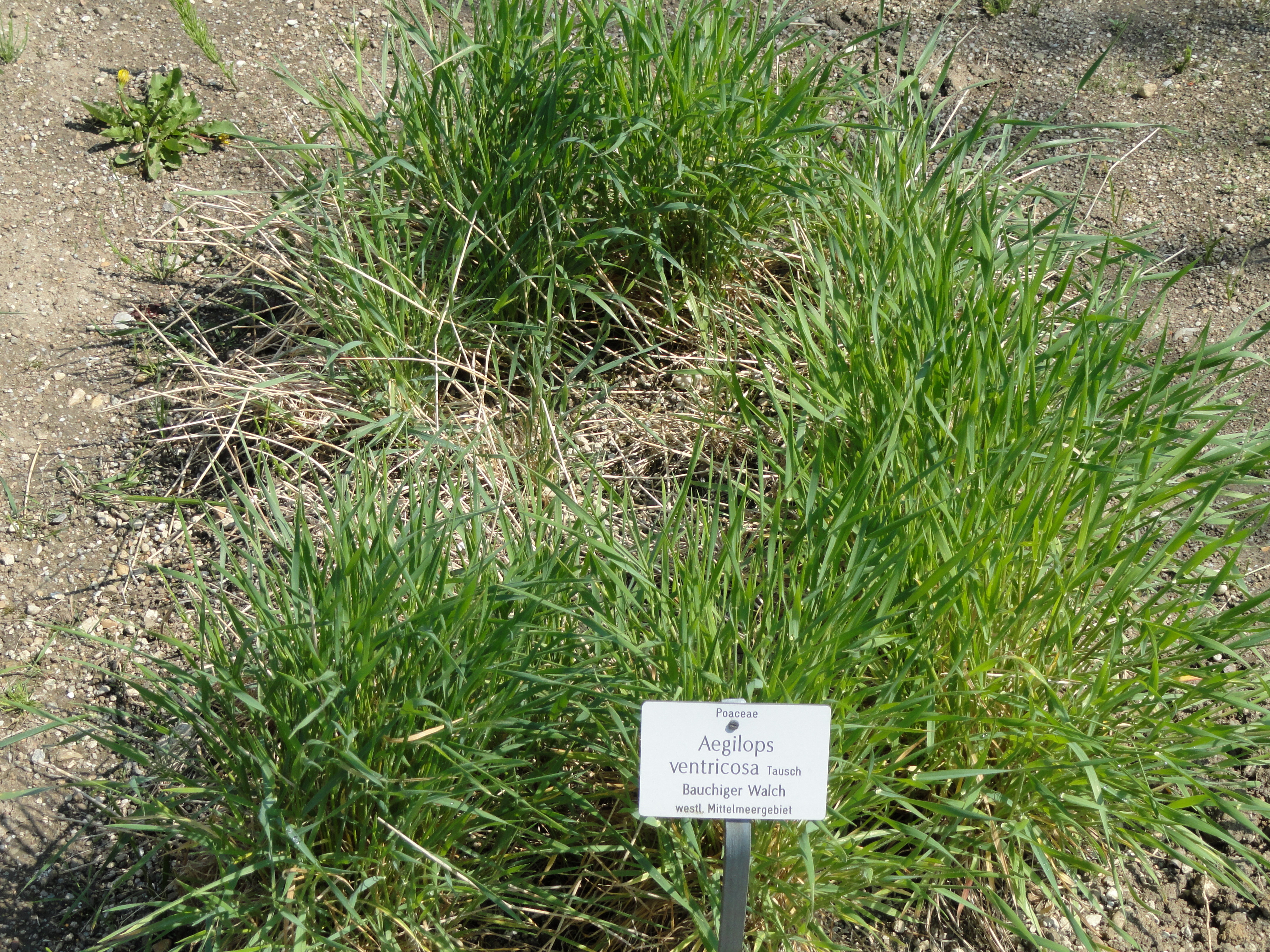